# Gamera 3: Awakening of Irys
Gamera 3: Awakening of Iris (ガメラ3 邪神覚醒, Gamera Surī: Iris Kakusei, Gamera 3: The Evil God Awakens) is een Japanse kaijufilm uit 1999, en de 11e van de Gamerafilms. Het is de laatste film van de Heiseireeks. De regie was in handen van Shusuke Kaneko.

## Verhaal
De film speelt zich drie jaar na de vorige af. De Gyaos, waarvan lange tijd werd gedacht dat Gamera ze allemaal had verslagen, zijn teruggekeerd. Mayumi Nagamine, een bekende ornithologist, komt naar Japan om het leger bij te staan. Ook aanwezig zijn twee agenten genaamd Asukura & Kurata Shinji. De twee hebben zo hun eigen plannen. Asakura, waarvan wordt beweerd dat ze een nakomeling is van de Atlantianen, is van mening dat Gamera een kwaadaardig wezen is dat gestopt moet worden.
Wanneer de monsters het uitvechten in het zwaarbevolkte Shibuya gebied van Tokio, kan een tragedie niet uitblijven. Gamera vernietigd meerdere Gyaos, maar in de chaos die ontstaat vinden ongeveer 15.000 tot 20.000 mensen de dood. De Japanse overheid geeft het bevel alle monsters, inclusief Gamera, te vernietigen. Ondertussen is een jong meisje genaamd Ayana nog altijd bezig met het vewerken van de dood van haar ouders. Zij kwamen om bij Gamera’s eerste gevecht met de Gyaos in 1995. Ze vindt een vreemd ei verborgen in de tempel van haar dorp. Uit dit ei komt een monsterlijk wezen dat ze de naam Iris geeft. De jonge Iris wordt al snel de kern van Ayana’s zoektocht naar wraak.
Iris groeit al snel uit tot een enorm monster, en probeert tijdens zijn groeiproces Ayana te abosberen. Zij kan aan hem ontkomen, maar Iris’ honger naar mensen is op deze manier gewekt. Hij ontsnapt en verslind vrijwel de gehele bevolking van het dorp. Daarna begeeft hij zich naar Kioto, waar hij wordt onderschept door Gamera. Hun gevecht wordt onderbroken door het Japanse leger, dat Gamera neerschiet. In Kioto is Ayana opgevangen door Asukura & Kurata. Asukura is op de hoogte van Ayana’s band met Iris, en wil dat ze hem oproept. Voor ze dit kan doen, wordt ze gevonden en meegenomen door Nagamine en Asagi (de vrouw die ooit een soorgelijke band had met Gamera). Ze proberen haar weg te halen uit Kioto, maar zonder succes.
Ayana maakt mentaal contact met Iris, waardoor deze Gamera’s aanvallen kan afslaan. Iris verslaat Gamera en laat hem voor dood achter. Vervolgens richt hij zijn aandacht op Ayana, en kan haar eindelijk absorberen.
Vanuit Iris’ lichaam voelt Ayana de herinneringen en emoties van het monster. Ze beseft dat haar wraakgevoelens tegen Gamera Iris’ zijn kracht geven. Ze krijgt tevens een visioen van de dood van haar ouders, en ziet eindelijk in dat Gamera niet de ware vijand is. Gamera is inmiddels hersteld en valt Iris weer aan. Hij slaagt erin Ayana uit Iris lichaam te bevrijden. Iris spietst een van Gamera’s poten tegen een muur, en begint via zijn tentakels Gamera’s energie te absorberen. In een wanhoopspoging te ontsnappen, amputeert Gamera zijn poot. Vervolgens vernietigd hij Irys door een vuurbal van het monster terug te kaatsen.
De bewusteloze Ayana wordt door Nagamine en Asagi gevonden. Gamera vertrekt om, ondanks zijn verwondingen, een nieuwe zwerm van Gyaos te gaan bevechten.

## Rolverdeling
| Acteur           | Personage        |
| ---------------- | ---------------- |
| Shinobu Nakayama | Mayumi Nagamine  |
| Ai Maeda         | Ayana            |
| Yukijiro Hotaru  | Inspector Osako  |
| Ayako Fujitani   | Asagi Kusanagi   |
| Senri Yamasaki   | Mito Asakura     |
| Tooru Teduka     | Shin'ya Kurata   |
| Yuu Koyama       | Tatsunari Moribe |
| Nozomi Andô      | Miyuki Moribe    |
| Kei Horie        | Shigeki Hinohara |
| Norito Yashima   | Sakurai          |

## Prijzen en nominaties
Gamera 3: Awakening of Iris won in 2000 de Mainichi Film Concours in de categorie “Best Sound Recording”